# Martin Schwalb
Martin Schwalb, nemški rokometaš, * 4. maj 1963, Stuttgart.
Leta 1984 je na poletnih olimpijskih igrah v Los Angelesu v sestavi zahodnonemške rokometne reprezentance osvojil srebrno olimpijsko medaljo.
Čez 12 let je v sestavi nemške reprezentance osvojil 7. mesto.